# Rugby a 7 ai XVII Giochi panamericani
I tornei di rugby a 7 ai XVII Giochi panamericani si sono svolti a Toronto, in Canada, l'11 e il 12 luglio 2015, allo stadio  BMO Field, che per i giochi prese il nome provvisorio di "Exhibition Stadium" situato a Exhibition Place. Il rugby a 7 fu presente ai giochi panamericani per la prima volta, in campo maschile, nell'edizione del 2011 a Guadalajara, in Messico. A Toronto ha fatto il suo debutto il torneo femminile, al quale hanno partecipato 6 squadre, che, al termine di un girone all'italiana preliminare, hanno visto le due prime classificate contendersi in finale la medaglia d'oro. Al torneo maschile hanno partecipato invece otto squadre, divise, nel turno preliminare, in due gruppi di quattro squadre ciascuno che sono serviti a determinare la griglia di partenza per i play-off.
I padroni del Canada di casa hanno vinto entrambi i tornei, battendo in finale l'Argentina tra gli uomini in una combattuta finale, così come avvenne nell'edizione del 2011 a Guadalajara. Tra le donne invece, le canadesi hanno battuto agevolmente in finale gli Stati Uniti.

## Medaglie
| Evento | Oro    | Argento     | Bronzo      |
| Uomini | Canada | Argentina   | Stati Uniti |
| Donne  | Canada | Stati Uniti | Brasile     |

## Torneo maschile

### Girone A
| Toronto 11 luglio 2015 | Stati Uniti | 26 – 7 | Cile | BMO Field |

| Toronto 11 luglio 2015 | Uruguay | 34 – 0 | Messico | BMO Field |

| Toronto 11 luglio 2015 | Uruguay | 20 – 17 | Cile | BMO Field |

| Toronto 11 luglio 2015 | Stati Uniti | 48 – 0 | Messico | BMO Field |

| Toronto 11 luglio 2015 | Messico | 0 – 38 | Cile | BMO Field |

| Toronto 11 luglio 2015 | Stati Uniti | 52 – 0 | Uruguay | BMO Field |

### Classifica
|    | Squadra     | Punti | G | V | N | P | PF  | PS  | Diff |
| -- | ----------- | ----- | - | - | - | - | --- | --- | ---- |
| 1. | Stati Uniti | 9     | 3 | 3 | 0 | 0 | 126 | 7   | +119 |
| 2. | Uruguay     | 7     | 3 | 2 | 0 | 1 | 54  | 69  | -15  |
| 3. | Cile        | 5     | 3 | 1 | 0 | 2 | 62  | 46  | +16  |
| 4. | Messico     | 3     | 3 | 0 | 0 | 3 | 0   | 120 | -120 |

## Girone B
| Toronto 11 luglio 2015 | Argentina | 19 – 7 | Brasile | BMO Field |

| Toronto 11 luglio 2015 | Canada | 45 – 0 | Guyana | BMO Field |

| Toronto 11 luglio 2015 | Argentina | 41 – 0 | Guyana | BMO Field |

| Toronto 11 luglio 2015 | Canada | 26 – 14 | Brasile | BMO Field |

| Toronto 11 luglio 2015 | Brasile | 31 – 5 | Guyana | BMO Field |

| Toronto 11 luglio 2015 | Argentina | 21 – 7 | Canada | BMO Field |

### Classifica
|    | Squadra   | Punti | G | V | N | P | PF | PS  | Diff |
| -- | --------- | ----- | - | - | - | - | -- | --- | ---- |
| 1. | Argentina | 9     | 3 | 3 | 0 | 0 | 81 | 14  | +67  |
| 2. | Canada    | 7     | 3 | 2 | 0 | 1 | 78 | 35  | +43  |
| 3. | Brasile   | 5     | 3 | 1 | 0 | 2 | 52 | 50  | +2   |
| 4. | Guyana    | 3     | 3 | 0 | 0 | 3 | 5  | 117 | -112 |

### Fase finale
|  | Quarti di finale | Quarti di finale |             |         | Semifinali                | Semifinali                |  |  | Finale | Finale |
|  |                  |                  |             |         |                           |                           |  |  |        |        |
|  |                  |                  |             |         |                           |                           |  |  |        |        |
|  |                  |                  |             |         |                           |                           |  |  |        |        |
|  | 1A Stati Uniti   | 31               |             |         |                           |                           |  |  |        |        |
|  | 1A Stati Uniti   | 31               |             |         |                           |                           |  |  |        |        |
|  | 4B Guyana        | 0                |             |         |                           |                           |  |  |        |        |
|  | 4B Guyana        | 0                | Stati Uniti | 19      |                           |                           |  |  |        |        |
|  |                  |                  | Stati Uniti | 19      |                           |                           |  |  |        |        |
|  |                  | Canada           | 26          |         |                           |                           |  |  |        |        |
|  | 2B Canada        | Canada           | 26          | 17      |                           |                           |  |  |        |        |
|  | 2B Canada        |                  |             | 17      |                           |                           |  |  |        |        |
|  | 3A Cile          | 12               |             |         |                           |                           |  |  |        |        |
|  | 3A Cile          | 12               | Canada      | 22      |                           |                           |  |  |        |        |
|  |                  |                  | Canada      | 22      |                           |                           |  |  |        |        |
|  |                  | Argentina        | 19          |         |                           |                           |  |  |        |        |
|  | 2A Uruguay       | Argentina        | 19          | 12      |                           |                           |  |  |        |        |
|  | 2A Uruguay       |                  |             | 12      |                           |                           |  |  |        |        |
|  | 3B Brasile       | 5                |             |         |                           |                           |  |  |        |        |
|  | 3B Brasile       | 5                | Uruguay     | 7       | Finale per il terzo posto | Finale per il terzo posto |  |  |        |        |
|  |                  |                  | Uruguay     | 7       | Finale per il terzo posto | Finale per il terzo posto |  |  |        |        |
|  |                  | Argentina        | 43          |         |                           |                           |  |  |        |        |
|  | 1B Argentina     | Argentina        | 43          | 53      | Stati Uniti               | 40                        |  |  |        |        |
|  | 1B Argentina     |                  |             | 53      | Stati Uniti               | 40                        |  |  |        |        |
|  | 4A Messico       | 0                |             | Uruguay | 12                        |                           |  |  |        |        |
|  | 4A Messico       | 0                |             |         | 12                        |                           |  |  |        |        |
|  |                  |                  |             |         |                           |                           |  |  |        |        |
|  |                  |                  |             |         |                           |                           |  |  |        |        |

### Quarti di finale
| Toronto 12 luglio 2015 | Stati Uniti | 31 – 0 | Guyana | BMO Field |

| Toronto 12 luglio 2015 | Canada | 17 – 12 | Cile | BMO Field |

| Toronto 12 luglio 2015 | Uruguay | 12 – 5 | Brasile | BMO Field |

| Toronto 11 luglio 2015 | Argentina | 53 – 0 | Messico | BMO Field |

### Semifinali 5º - 8º posto
| Toronto 12 luglio 2015 | Cile | 31 – 0 | Guyana | BMO Field |

| Toronto 12 luglio 2015 | Messico | 7 – 14 | Brasile | BMO Field |

### Semifinali 1º - 4º posto
| Toronto 12 luglio 2015 | Canada | 26 – 19 | Stati Uniti | BMO Field |

| Toronto 12 luglio 2015 | Argentina | 43 – 7 | Uruguay | BMO Field |

### Finale 7º posto
| Toronto 12 luglio 2015 | Messico | 22 – 26 | Guyana | BMO Field |

### Finale 5º posto
| Toronto 12 luglio 2015 | Cile | 12 – 7 | Brasile | BMO Field |

### Finale 3º posto
| Toronto 12 luglio 2015 | Stati Uniti | 40 – 12 | Uruguay | BMO Field |

### Finale 1º posto
| Toronto 12 luglio 2015 | Canada | 22 – 19 | Argentina | BMO Field |

### Classifica finale
| Classifica | Squadre     |
| ---------- | ----------- |
|            | Canada      |
|            | Argentina   |
|            | Stati Uniti |
| 4          | Uruguay     |
| 5          | Cile        |
| 6          | Brasile     |
| 7          | Guyana      |
| 8          | Messico     |

## Torneo femminile

### Turno preliminare
| Toronto 11 luglio 2015 | Canada | 55 – 0 | Colombia | BMO Field |

| Toronto 11 luglio 2015 | Stati Uniti | 26 – 7 | Brasile | BMO Field |

| Toronto 11 luglio 2015 | Messico | 5 – 40 | Argentina | BMO Field |

| Toronto 11 luglio 2015 | Stati Uniti | 40 – 0 | Colombia | BMO Field |

| Toronto 11 luglio 2015 | Brasile | 22 – 5 | Argentina | BMO Field |

| Toronto 11 luglio 2015 | Canada | 60 – 0 | Messico | BMO Field |

| Toronto 11 luglio 2015 | Argentina | 7 – 54 | Stati Uniti | BMO Field |

| Toronto 11 luglio 2015 | Canada | 36 – 0 | Brasile | BMO Field |

| Toronto 11 luglio 2015 | Messico | 19 – 24 | Colombia | BMO Field |

| Toronto 12 luglio 2015 | Argentina | 0 – 45 | Canada | BMO Field |

| Toronto 12 luglio 2015 | Brasile | 29 – 0 | Colombia | BMO Field |

| Toronto 12 luglio 2015 | Stati Uniti | 71 – 0 | Messico | BMO Field |

| Toronto 12 luglio 2015 | Argentina | 5 – 5 | Colombia | BMO Field |

| Toronto 12 luglio 2015 | Brasile | 57 – 0 | Messico | BMO Field |

| Toronto 12 luglio 2015 | Canada | 34 – 12 | Stati Uniti | BMO Field |

### Classifica
|    | Squadra     | Punti | G | V | N | P | PF  | PS  | Diff |
| -- | ----------- | ----- | - | - | - | - | --- | --- | ---- |
| 1. | Canada      | 15    | 5 | 5 | 0 | 0 | 230 | 12  | +218 |
| 2. | Stati Uniti | 13    | 5 | 4 | 0 | 1 | 203 | 48  | +155 |
| 3. | Brasile     | 11    | 5 | 3 | 0 | 2 | 115 | 67  | +48  |
| 4. | Argentina   | 8     | 5 | 1 | 1 | 3 | 57  | 131 | -74  |
| 5. | Colombia    | 8     | 5 | 1 | 1 | 3 | 29  | 148 | -119 |
| 6. | Messico     | 5     | 5 | 0 | 0 | 5 | 24  | 252 | +228 |

### Finale 5º posto
| Toronto 12 luglio 2015 | Colombia | 17 – 19 | Messico | BMO Field |

### Finale 3º posto
| Toronto 12 luglio 2015 | Brasile | 29 – 0 | Argentina | BMO Field |

### Finale 1º posto
| Toronto 12 luglio 2015 | Canada | 55 – 7 | Stati Uniti | BMO Field |

### Classifica finale
| Classifica | Squadre     |
| ---------- | ----------- |
|            | Canada      |
|            | Stati Uniti |
|            | Brasile     |
| 4          | Argentina   |
| 5          | Messico     |
| 6          | Colombia    |